# Kjell Nilsson (officer)
Kjell Gustav Nilsson, född 2 augusti 1943 i Karlskoga, död 12 januari 2018 i Stockholm, var en svensk generallöjtnant och tidigare stridspilot, som även var ordförande för Svenska Ishockeyförbundet mellan juni 2002 och juni 2004. Från 2005 till 2009 var han ordförande för klubben Rögle BK.

## Biografi

### Militärkarriär
Nilsson blev fänrik i Flygvapnet 1967. Han befordrades till löjtnant 1969, till kapten 1972, till major 1978, till överstelöjtnant 1983, till överste 1990, till överste av 1:a graden 1992, till generalmajor 1996 och till generallöjtnant 1998.
Nilsson inledde sin militära karriär i Flygvapnet 1967. 1984–1986 var han chef för Flygenheten vid Upplands flygflottilj. 1986–1987 var han chef för Flygtjänstdetaljen vid Flygstaben. 1988–1989 var han chef för Personaladministrations avdelningen vid Flygstaben. 1989–1990 studerade han vid US Air War College. 1990–1992 var han ställföreträdande sektorflottiljchef och tillika flottiljchef för Upplands flygflottilj (F 16/Se M). 1992–1994 var han chef för Produktionsledningen vid Flygstaben. 1993–1994 var han tjänsteförrättande chef för Flygstaben. 1994–1995 var han chef för Produktionsavdelningen vid Flygvapenledningen. 1995–1996 var han chef för Norra flygkommandot. 1996–1998 var han chef för Norra militärområdesstaben. 1998–2000 var han chef för Operationsledningen vid Högkvarteret. Nilsson lämnade Försvarsmakten 2000.

### Idrottskarriär
Kjell Nilsson var tidigt en talang inom ishockey och vann TV-pucken för Värmland i ishockey 1960. Som ungdomsspelare vann han SM två gånger för spelare under 20 år.
Han spelade flera säsonger med IFK Bofors och KB Karlskoga innan han värvades till spel i Rögle BK och AIK.
Kjell Nilsson spelade sju landskamper i svenska A-landslaget och åtta i svenska B-landslaget. Han var ofta aktuell för en landslagsplats i VM eller OS men fick aldrig möjlighet att delta i något större mästerskap.
Efter sina år som aktiv spelare tränade han bland annat Vallentuna BK. Han blev senare ordförande i Svenska Ishockeyförbundet mellan 2002 och 2004. Från 2005 till 2009 var Kjell Nilsson ordförande i Rögle BK.